# Philippe Dauzon
Philippe Jean Michel Dauzon (Pau, 1er août 1860 - Agen, 25 octobre 1918) est un homme politique français, député du Lot-et-Garonne.

## Biographie
Né à Pau le 1er août 1860, Philippe Jean-Michel Dauzon appartient à une famille bourgeoise du Lot-et-Garonne originaire de Layrac. Il est le fils aîné d'Eugène Dauzon (1824-1894), avocat proscrit lors du coup d'État du 2 décembre 1851, préfet du gouvernement de la Défense nationale, et de Clémence-Charlotte-Élisabeth Grujon-Le Bas (née en 1836), elle-même fille naturelle de l'helléniste Philippe Le Bas (1794-1860) et petite-fille du conventionnel Philippe Le Bas (1765-1794).
Licencié en droit, il s'inscrit au barreau d'Agen, où il se fait bientôt une réputation d'avocat d'assises. Il acquiert également une certaine notoriété comme conférencier politique.

## Carrière politique
En 1886, il est élu conseiller général du canton d'Astaffort, poste occupé auparavant par son père ; il est constamment réélu jusqu'à son décès en 1918 et occupe, de 1899 à 1913, la présidence du Conseil général de Lot-et-Garonne, où il succède au sénateur Léopold Faye (1880-1883 et 1886-1898).
Lors de élections législatives des 20 août et 3 septembre 1893, il est candidat dans la circonscription d'Agen, avec le soutien de La Dépêche de Toulouse, sur un programme radical : la liberté d'association et la réforme de l'impôt. Au terme d'une « campagne acharnée », il est élu au deuxième tour de scrutin, avec 8 516 voix contre 7 747 au comte de Chaudordy, ancien ambassadeur, candidat de la droite, sur 16 525 votants. Inscrit au groupe des républicains radicaux, il rejoint plusieurs commissions spéciales.
Lors des élections du 8 mai 1898, il est réélu dès le premier tour avec 9 465 voix sur 17 226 votants. À la Chambre, il dépose un projet de résolution demandant l'affichage dans toutes les écoles de la Déclaration des droits de l'homme et du citoyen. Durant la discussion de la proposition de loi d'amnistie déposée en 1902 par René Viviani et Jules Coutant, il voter un amendement étendant l'amnistie aux infractions à la loi Waldeck-Rousseau de 1884 sur les syndicats. De même, il se prononce en faveur de la proposition de loi conduisant à l'abrogation de la loi sur les candidatures multiples.
Réélu aux élections des 27 avril et 11 mai 1902, au deuxième tour de scrutin, avec 8 698 voix sur 16 391 votants, il intègre les commissions de l'agriculture, de la marine et du règlement. Rapporteur du projet de loi relatif à la répression des fraudes sur les aliments, il se mêle aux interpellations de Georges Leygues, Alexandre Millerand et Alexandre Ribot, dirigées contre la circulaire du Président du Conseil en date du 18 novembre 1904, visant à faire contrôler par les préfets les opinions politiques des fonctionnaires, proteste contre ce qu'il considère comme une « organisation de la délation » et vote contre le gouvernement Émile Combes. Cette attitude lui vaut d'être attaqué par La Dépêche de Toulouse. Il vote la loi du 21 mars 1905 sur la réforme du service militaire, qui supprime le tirage au sort, la loi du 14 juillet 1905 sur l'assistance obligatoire à la vieillesse et aux invalides et la loi du 9 décembre 1905 de séparation des Églises et de l'État.
Réélu au deuxième tour de scrutin aux élections législatives des 6 et 20 mai 1906 avec 9 581 voix sur 16 477 votants, il siège aux commissions de l'agriculture, dont il est vice-président, des boissons, des travaux publics et des chemins de fer.
Battu au premier tour des élections législatives du 8 mai 1910 avec 6 883 voix contre 7 268 à Jules Cels, professeur agrégé de mathématiques, sur 17 005 votants, il se désiste au second tour et ne se représente pas aux élections d'avril 1914.
Marié à Marie-Louise Lavergne, il meurt sans postérité lors de l'épidémie de grippe espagnole à Agen le 25 octobre 1918.
Anticlérical militant, il est nommé chevalier de la Légion d'honneur en 1991,.

## Pour approfondir